# Нантикоки
Нантикоките (на английски: Nanticoke) е северноамериканско индианско племе, което в началото на XVII век живее в 5 села разположени в басейна на река Нантикок на полуостров Делмарва. Предполага се, че в миналото са едно племе с шоуните и делаварите. Срещат се с европейски мореплаватели още през 16 век, но официалният контакт е с Джон Смит през 1608 г. Малко след това се включват активно в търговията с кожи. Някои части на племето се съюзяват с британците, но повечето имат проблеми със заселниците през XVII век.

## Култура
Нантикоките строят селата си в речните долини и ги ограждат с ограда. Основно жилище е вигвам с варелоподобна форма, покрит с кора или тръстика. Селата са ръководени от вождове, но има и един върховен племенен вожд, който вероятно наследява позицията си по майчина линия. Също така има и много изявени военни водачи. Жените се грижат за ниви с царевица, боб и тикви, но и събират различни диви растения. Жените също така изработват дървени и керамични съдове, кошници и колиета от черупки. Риболовът се провежда през лятото. Цялото село се мести в гората за есенния лов, който включва елени, мечки, пуйки, катерици и други животни. Дрехите им са изработвани главно от еленова кожа и са богато украсявани с орнаменти, черупки и други неща. Използват различни накити направени от птичи нокти, животински зъби и черупки. Боядисването на телата и лицата е широко разпространено.

## История
През 1684 г. им е даден резерват, но в годините след това постепенно напускат родината си. През 1744 г. някои отиват с коной в Пенсилвания. През 1755 г. живеят на река Ченанго в Ню Йорк, а от 1758 г. се сливат в едно племе. Тези, които остават на Броуд Крийк в Мериленд, през 1744 г. също се преместват в Пенсилвания. През 1755 г. тази група живее на река Челунг, където постепенно се смесват с други племена. По време на Американската революция остават неутрални и се преместват близо до Ниагара. В 1781 г. 166 нантикоки живеят на Бъфало Крийк. По-късно се преместват близо до Колсвил в Ню Йорк и се смесват с някои групи каюга и тутело. След войната някои отиват заедно с ирокезите в Канада. През 1789 г. на Бъфало Крийк има 28 нантикоки, които сега са наричани Племето улф. През 1850 г. са около 50 души. В началото на 20 век около 300 нантикоки живеят на Гранд Ривър като част от ирокезите. Някои нантикоки и коной, които се придвижват през годините на север се отклоняват по пътя и се присъединяват към делаварите, с които стигат чак до Канзас и Оклахома.
Нантикоките, които остават в Мериленд живеят в резервата Чикакаон, а други с чоптанк в Локаст Нек. В годините след като напускат родината си някои нантикоки се завръщат по родните места. През 1768 г. резерватите им са закрити. Остава само селото в Локаст Нек, в което през 1792 г. живеят само 9 души. Малка група оцелява през годините извън резерватите като „свободни цветнокожи“, в близост до стария резерват Индиън Ривър в Съсекс, Делауеър. През 1922 г. групата се реорганизира като Нантикок индианците. Малък брой също живеят в окръзите Уорчестър и Дорчестър, Мериленд. В началото на XXI век между 1200 и 1600 потомци на нантикоките живеят в Канзас, Оклахома и Делауеър.